# مامک خادم
مامک خادم نوازنده و موسیقیدان ایرانی است. او از اولین کسانی است که در دهه نود میلادی در گروه اکسیم آو چویس به ترکیب و تلفیق موسیقی ایرانی با دیگر سبکها کرد.
در تهران به دنیا آمد. فرزند ارشد خانواده بود و از توجه پدر و مادرش بهره‌مند بود. در دوران کودکی به کلاس‌های رقص باله مادام لازاریان فرستاده شد. شاید بتوان گفت که این اولین جرقه‌های آشنایی وی با هنر بود. چون پدرش رئیس معدن زغال سنگ گاجره بود، بسیاری از اوقات فراغتش در کودکی در آن منطقه سپری شد.
در همان ایام نوجوانی وارد کارگاه موسیقی کودکان و نوجوانان رادیو ملی ایران شد که رهبری آن با خانم سیمین قدیری بود. در همان ایام این موقعیت را پیدا کرد که با آموزش‌های دوره‌ای خانم پری زنگنه نواهای محلی را یاد بگیرد. در واقع این دوره پایه‌های موسیقی را در وی بنا کرد.

## مهاجرت
وی قبل از انقلاب و در نوجوانی برای تحصیل به آمریکا مهاجرت کرد. و انقلاب و در پی آن جنگ هشت‌سالهٔ ایران و عراق مانع بازگشت او شد.
بعد از دریافت مدرک فوق‌لیسانس در رشتهٔ ریاضیات و ورود به بازار کار، حرفهٔ تدریس را برگزید. این شغل به او مجال داد تا از تعطیلی تابستان بهره جوید و استعداد هنر موسیقی خود را صیقل دهد. سال‌های متمادی، تابستان‌ها به ایران بازمی‌گشت، تا موسیقی سنتی ایرانی را نزد استادان مشهور ایران بیاموزد. هر سال با آهنگ و آلبوم‌های تازه ضبط شده به آمریکا باز می‌گشت و تا تابستان سال بعد درس‌های خود را تمرین و مرور می‌کرد. همچنین در کلاس‌ها و کارگاه‌هایی که توسط استادان موسیقی سنتی ایران در آمریکا برگزار می‌شد، شرکت می‌کرد.

## فعالیت هنری
موسیقی سنتی، پایهٔ موسیقی وی شد. زندگی در یک کشور غربی سبب به چالش کشیده شدن آموخته‌های وی در زمینهٔ موسیقی سنتی شد و همین امر او را به موسیقی تلفیقی سوق داد. همین امر باعث شد که وارد گروه "اکسیوم آف چویس" Axiom of Choice (اصل انتخاب)* شود که با جرأت می‌توان گفت، نخستین و بهترین نمونهٔ موسیقی تلفیقی در عرصهٔ موسیقی فارسی است. این گروه در ایالت کالیفرنیا در آغاز دههٔ ۱۹۹۰میلادی تأسیس شد.
مامک خادم و رامین ترکیان اعضای اصلی این گروه بودند. اولین آلبوم این گروه ورای انکار (Beyond Denial) نام داشت که در سال ۱۹۹۴منتشر شد. این گروه موسیقی سنتی ایرانی را با موسیقی غربی آمیخته‌اند به نحوی که برای شنوندهٔ غربی ناآشنا نیست.
در آثار Axiom of Choice صدای سازهای موسیقی سنتی ایران همچون تار، سه‌تار و دف با چاشنی آلات موسیقی غربی چون گیتار و بیس همراه است. در واقع، شروع کار این گروه باعث شد که یک سبک جدیدی از موسیقی در حوزهٔ موسیقی فارسی ایجاد شود.
دیگر آلبوم‌های این گروه "نیایش" و "گشایش" نام دارند که هر کدام به نوبهٔ خود نمونهٔ عالی موسیقی تلفیقی است. البته، فعالیت مامک خادم تنها محدود به این گروه نشد. او در تهیهٔ چند فیلم سینمایی، تلویزیونی و نمایشنامهٔ تئاتر همکاری داشته‌است. از جملهٔ این فیلم‌ها می‌توان به صلح‌آورThe Peacemaker اشاره کرد که در آن با موسیقیدان برجسته، هانس زیمر همکاری کرده‌است. همچنین او در ساختن موسیقی فیلم‌های دیگری چون "دراکولا ۲۰۰۰" و "ترافیک" نیز همکاری داشت. افزون بر این، وی در قطعه‌ای که توسط "اوا بگلاریان" در تئاتر یونانی "ساقی‌های خدایان" در جشنوارهٔ پتراس یونان هنرنمایی کرده است. علاوه بر همهٔ اینها او در تهیهٔ قسمت "فصل روح" از رشته‌آلبوم‌های "بودا بار" نیز همکاری کرده‌است.
به گفتهٔ خودش، یکی از مهمترین دغدغه‌های فکری او، نحوهٔ آموزش آواز در ایران است. مامک خادم بر اساس تجربیات شخصی خودش، معتقد است که شیوهٔ آموزش آواز در ایران بسیار سخت است و از همان آغاز شاگردان مجبورند با ردیف‌های موسیقی آشنا شوند، در صورتی که افراد باید بدانند که صدا، از کجای گلو و با چه اندازه نفس‌گیری و به چه شیوه‌ای برون می‌آید. او نظام آموزش موسیقی سنتی در قالب موسیقی غربی را عرضه کرده‌است.
آلبوم جدید مامک خادم "جستجو" نام دارد که ثمرهٔ سفرهای گوناگون وی به گوشه و کنار جهان و ایران است. او با برگرفتن نقاط مشترک موسیقی سنتی ایرانی با دیگر کشورها، این آلبوم را شکل داده‌است. در این آلبوم، کلام فارسی به خوبی بر روی نواهای برگرفته از موسیقی کشورهای دیگر نشسته و در نتیجه، یک نمونهٔ برجستهٔ دیگر در زمینهٔ موسیقی تلفیقی را به بار آورده‌است.